# Cabo de Hornos (AGS-61)
Pour les articles homonymes, voir Cabo de Hornos (homonymie).
Le R/V Cabo des Hornos (AGS-61) est un navire océanographique utilisé par la marine chilienne. Il a été conçu par un constructeur naval norvégien et réalisé sur le chantier naval chilien ASMAR (Astilleros y Maestranzas de la Armada de Chile) à Talcahuano.

## Histoire
La construction du Cabo de Hornos a commencé en novembre 2008. Le lancement du navire était prévu pour le 27 février 2010. Le tsunami qui a suivi le tremblement de terre de 2010 au Chili a eu lieu tôt dans la matinée du même jour, avant le lancement prévu du navire. Celui-ci a été gravement endommagé. Après une opération de sauvetage compliquée et complexe, il a été lancé en janvier 2011. Le chantier naval a effectué les réparations nécessaires et le navire a finalement été livré à la marine chilienne en avril 2013. Il a remplacé l'ancien navire Vidal Gormaz.

### Caractéristiques scientifiques
Il dispose de laboratoires et de salles spéciales, une salle d'opération de capteurs acoustiques et des réfrigérateurs. En outre, il possède des grues de 30 tonnes, des bossoirs de 5 tonnes et de 10 tonnes, des mâts télescopiques, des treuils géophysiques CTD pour les sondes acoustiques remorquées, la pêche au chalut fonds et autres.
Pour ses capteurs acoustiques, il possède des échosondeurs multifaisceaux simples et profonds, un profileur de fond marin avec une pénétration jusqu’à 100 mètres dans les sédiments meubles, un profileur de vitesse sonore jusqu’à 1 000 mètres, un indicateur de vitesse sonore, sondeur multifréquence, balayages sonar omnidirectionnels à courte et longue portée pour biomasse, sous-systèmes de positionnement acoustique de haute précision, système de positionnement acoustique de haute précision (HIPAP), système de positionnement dynamique, entre autres équipements.

### Note et référence
- (es) Cet article est partiellement ou en totalité issu de l’article de Wikipédia en espagnol intitulé « Cabo de Hornos (AGS-61) » (voir la liste des auteurs).